# Feliks Teodorowicz
Feliks Stanisław Marian Teodorowicz (ur. 2 lipca 1878 w Jarosławiu, zm. 27 lutego 1944 w Staniątkach) – profesor nauk przyrodniczych i nauczyciel.

## Młode lata
Feliks Teodorowicz był synem Antoniego i Stanisławy z Dylewskich. Urodził się 2 lipca 1878 w Jarosławiu i tu został ochrzczony w Kolegiacie Bożego Ciała w Jarosławiu 28 lipca 1878. W Jarosławiu ukończył szkołę początkową. W latach 1889–1898 uczęszczał do Gimnazjum w Rzeszowie, następnie zaś w Sanoku. Egzamin dojrzałości zdał eksternistycznie w 1899 i w tym samym roku rozpoczął studia prawnicze na Uniwersytecie Lwowskim. Po trzech latach zdecydował się podjąć we Lwowie studia z zakresu nauk przyrodniczych, które następnie kontynuował w Wiedniu i Krakowie. W 1905 podjął pracę w Austriackim Zakładzie Kredytowym dla Handlu i Przemysłu jako urzędnik. Po wybuchu I wojny światowej Teodorowicz został przeniesiony służbowo do Wiednia.
Jesienią 1915 Feliks Teodorowicz udał się na urlop wypoczynkowy do Lasu Czeskiego, gdzie po raz pierwszy jego uwagę przykuły zagadnienia związane z grzybami. Jego zainteresowania były utwierdzane przez jego żonę Romanę (córkę Antoniego Zakrzewskiego, powstańca 1863 i Marii z hr. Steckich), której dedykował jedną ze swych ważniejszych broszur z zakresu grzyboznawstwa. Miał jedną córkę.
Początki zainteresowań naukowych Teodorowicza zbiegły się z dwoma tragicznymi wydarzeniami w jego życiu. 4 marca 1916 zmarła jego żona, a w kilka miesięcy później na skutek dewaluacji kapitału Teodorowicz stracił niemal cały swój majątek. Wydarzenia te przesądziły o dalszym biegu jego drogi życiowej. Teodorowicz porzucił pracę w austriackim banku i 1 września 1918 objął stanowisko docenta grzyboznawstwa praktycznego w Miejskiej Szkole Gospodarczej w Krakowie przeprowadzając liczne doświadczenia i badania mikrobiologiczne. Od 1 lutego 1919 pracował również jako nauczyciel gimnazjalny w jednej z krakowskich szkół.
Od 16 stycznia 1926 do 1 września 1927 z polecenia Ministerstwa Wyznań Religijnych i Oświecenia Publicznego prowadził zajęcia jako instruktor grzyboznawstwa we wszystkich żeńskich szkołach gospodarczych na terenie Polski. Po zakończeniu pracy na zlecenie Ministerstwa podjął zatrudnienie jako nauczyciel w Gimnazjum Państwowym w Rawiczu. Pobyt na prowincji wykorzystał Teodorowicz na prowadzenie badań, których wyniki ogłaszał następnie w czasopismach polskich i niemieckich. Ponieważ pobyt w niedużym wielkopolskim miasteczku uniemożliwiał Teodorowiczowi podjęcie bardziej zaawansowanych badań zrzekł się piastowanej przez siebie posady i wyjechał do Poznania, gdzie znalazł zatrudnienie w Gimnazjum Państwowym im. Św. Marii Magdaleny. W Poznaniu Feliks Teodorowicz kontynuował studia przyrodnicze i 14 maja 1929 złożył na Uniwersytecie Adama Mickiewicza egzamin naukowy z zakresu biologii otrzymując wybitny cenzus oraz dyplom profesorski.

## Propagator i prekursor polskiego pieczarkarstwa
Po otrzymaniu dyplomu profesorskiego Feliks Teodorowicz złożył w Ministerstwie Rolnictwa i Dóbr Państwowych podanie z prośbą o roztoczenie nadzoru i opieki nad rodzącym się w Polsce pieczarkarstwem. Jednocześnie mając na uwadze swoją działalność propagatorską otworzył 4 listopada 1929 pierwszy w Polsce publiczny kurs nauki hodowania pieczarek.
Profesor Feliks Teodorowicz był członkiem poznańskiego Polskiego Towarzystwa Przyrodników im. Kopernika oraz Deutsche Gesellschaft für Pilzkunde w Darmstadt. Od ostatniego z wymienionych Towarzystw otrzymał w 1930 odznaczenie oraz nominację na stałego przedstawiciela w Polsce w zakresie badań i ocen grzyboznawczych. W sierpniu 1930 roku otrzymał ponadto od ministra Przemysłu i Handlu honorowe odznaczenie za całokształt działalności w zakresie szerzenia wiedzy ogrodniczej.

## Ostatnie lata
Niewątpliwe zasługi profesora Feliksa Teodorowicza dla polskiej mikrobiologii i mykologii nie przekładały się na jego sytuację materialną. Teodorowicz całe życie żył niezwykle skromnie. Najgorszym dla niego okresem okazała się okupacja niemiecka, która pozbawiła go środków do życia. Nie mogąc utrzymać się w nowej rzeczywistości znalazł przytułek w klasztorze sióstr benedyktynek w Staniątkach, gdzie zmarł 27 lutego 1944.
Profesor Feliks Teodorowicz był autorem 13 prac naukowych z zakresu mikrobiologii oraz 4 książek popularnonaukowych o tematyce grzyboznawczej. Na łamach prasy codziennej i popularnej opublikował 137 artykułów. Jest autorem polskich nazw wielu gatunków grzybów, opisał także nowe ich gatunki. W naukowych nazwach utworzonych przez niego taksonów dodawane jest jego nazwisko F. Teodorowicz lub skrót Theodor.